# San Sebastián (Kolumbia)
San Sebastián – miasto w Kolumbii, w departamencie Cauca.